# サルフォード・コミュニティ・スタジアム
サルフォード・コミュニティ・スタジアム（Salford Community Stadium）は、イングランドのサルフォードにあるラグビースタジアム。ラグビーユニオン、ラグビーリーグの試合で主に使用される。

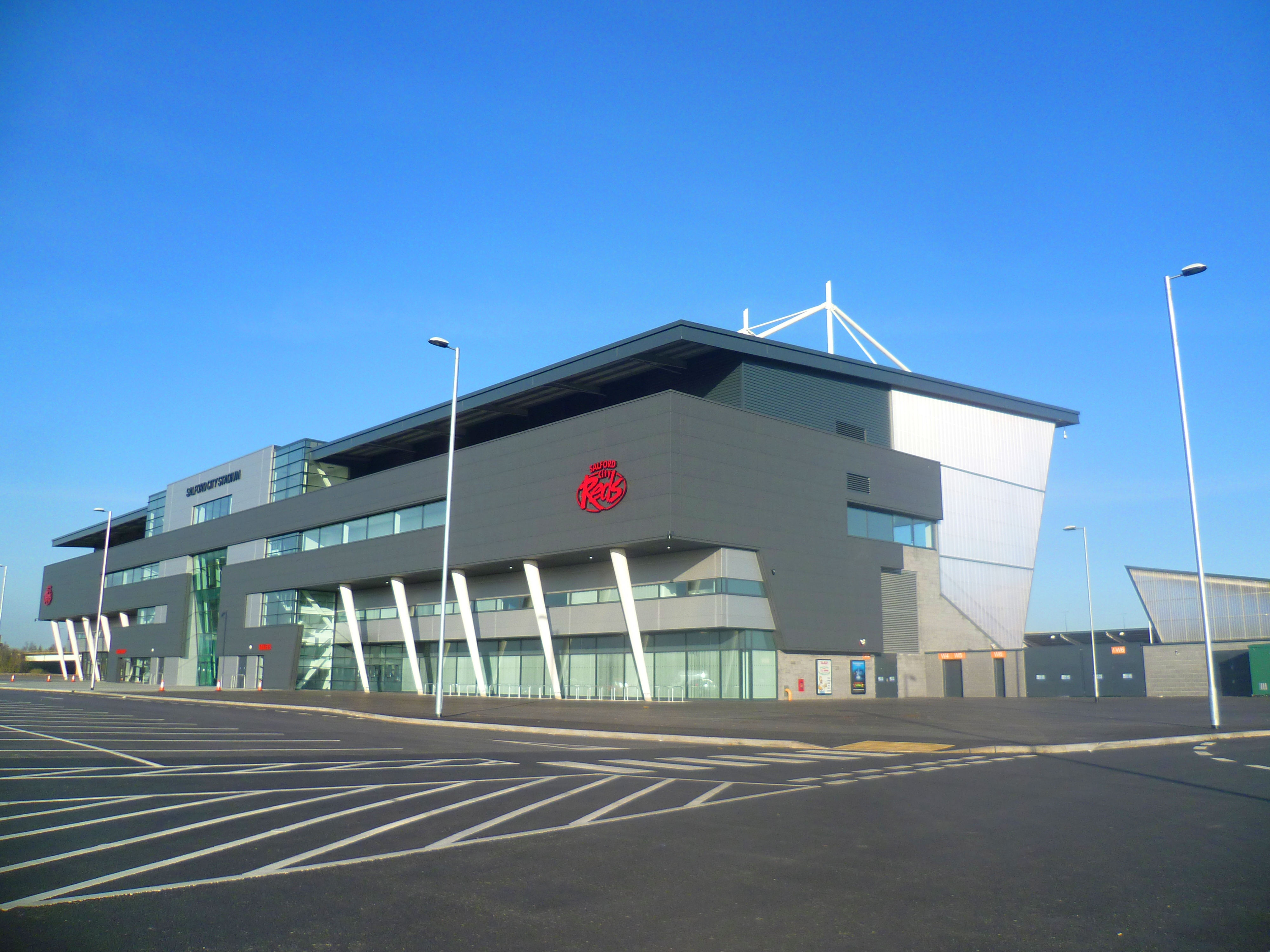
スタジアム外観 (2012年)

## 概要
ラグビーユニオンのセール・シャークスと、ラグビーリーグのサルフォード・レッドデビルズの本拠地である。スタジアムは11,500人収容。会議施設が付随し、スポーツ以外でも各種イベントが行われる。
2012年1月、「サルフォード・シティ・スタジアム（Salford City Stadium）」としてオープン。
2012年には、UEFA欧州女子選手権2013予選として、イングランド対オランダ戦を実施。2013-14シーズンには、マンチェスター・ユナイテッドFCのU-21チームがサッカーのホームゲーム会場として使用した。
2013年、命名権により名称が「AJベル・スタジアム（AJ Bell Stadium）」となる。
2014年には、マンチェスター・タイタンズ（Manchester Titans ）とクルー・レイルローダーズ（Crewe Railroaders）とのアメリカンフットボールの試合が行われた。
2023年、命名権終了により名称が「サルフォード・コミュニティ・スタジアム（Salford Community Stadium）」になる。
2025年、女子ラグビーワールドカップ2025（イングランド大会）の会場の1つとして、4試合が行われる。